# انتشارات مدرسه
'انتشارات مدرسه' (با نام رسمی مؤسسه فرهنگی مدرسه برهان) یکی از ناشران ایرانی است. نشر مدرسه وابسته به وزارت آموزش و پرورش است و یکی از بزرگترین ناشران کتاب‌های آموزشی در ایران است. هم‌چنین در سال‌های گذشته این انتشارات به همراه انتشارات چاپ و نشر ایران، مسئول توزیع کتاب‌های درسی مدارس در ایران بوده است.

## تاریخچه
انتشارات مدرسه در سال ۱۳۵۹ توسط سازمان پژوهش و برنامه‌ریزی آموزشی (وابسته به وزارت آموزش و پرورش) ایجاد شد که مدیریت آن در آن زمان به عهدهٔ غلامعلی حداد عادل بود.

## جوایز و افتخارات
کتاب‌های انتشارات مدرسه از جمله کتاب "سیمرغ" به فهرست کلاغ سفید کتابخانه‌ بین‌المللی مونیخ ، نمایشگاه تصویرگری ۲۰۱۹ شارجه، فهرست کلاغ سفید ۲۰۲۰ راه پیدا کرده و همچنین منتخب دو سالانه کنکور نامی ۲۰۲۱ می‌باشد. انتشارات مدرسه در سال ۱۳۹۹ دو بخش برگزیده جشنواره کتاب سال رضوی شد.. انتشارات مدرسه در سال‌های 1373و 1375و 1379و 1383و 1384و 1385و 1387و 1390و 1396 به عنوان ناشر برگزیده انتخاب شده است. پلاک طلایی جایزه تصویرگری براتیسلاوا به کتاب «سیمرغ» با تصویرگری محمد برنگی و نویسندگی دکتر مرجان فولادوند رسید..
کتاب «ضحاک» از انتشارات مدرسه با تصویگری‌هایی از نوشین صفاخو (تصویرگر) و مهرداد موسوی (طراح گرافیک) به عنوان کتاب برتر برگزیده چهارمین دو سالانه نشان شیرازه شد.

## ناشر حامی طراحی کتاب
در چهارمین دو سالانه نشان شیرازه، انتشارات مدرسه به عنوان برترین ناشر حامی طراحی کتاب شناخته شد و "رضا دالوند" به عنوان برترین مدیر هنری نشر انتخاب شد.

## نشر کتاب‌های غیر آموزشی
اگر چه حوزه فعالیت انتشارات مدرسه بر انتشار کتاب‌های آموزشی متمرکز است، اما در سال‌های اخیر این انتشارات گاهی کتاب‌های غیر آموزشی هم منتشر کرده‌است. این اقدام انتشارات مدرسه منتقدانی نیز دارد. با این حال، تا سال ۱۳۸۹، حوزه فعالیت انتشارات مدرسه به ادبیات، معارف اسلامی، هنر، علوم اجتماعی، کتاب‌های کار دانش آموزان، کتاب‌های فنی و حرفه‌ای و مهارتی، و علوم تربیتی را شامل می‌شده، و در سال ۱۳۸۹ انتشارات مدرسه اقدام به بازنشر کتاب‌های مرتبط با انقلاب اسلامی ایران نیز کرد.